# Paraje Villa Sanz
Paraje Villa Sanz es una localidad del partido de Bolívar, en la provincia de Buenos Aires, Argentina.

## Ubicación
Se encuentra a 36 km de San Carlos de Bolívar.

## Historia
A principios del siglo XX,  Don Antonio Sanz fraccionó en solares un lote que compró a don Bartolomé Ponce para dar origen a la villa que daría su nombre. 
En su estancia se hallaba un prestigioso negocio de ramos generales. En la actualidad solo quedan vestigios de lo que el pueblo fue. Hoy se pueden ver las ruinas de la mansión de los Sanz. 
Antonio Sanz falleció el 8 de agosto de 1920, no viéndose cumplido su sueño de realizar una Capilla en el pueblo. 
En la década del ´40 funcionaban en el poblado negocios como panadería, herrería, carnicería, y varios de los denominados “boliches” (almacenes, bares).

## Actualidad
Recorriendo el lugar se pueden observar varias casas abandonadas y una minoría de ellas pobladas. El único “boliche” en funcionamiento es el de David Villarruel, que se caracteriza por los antiguos surtidores. Además, se encuentran intactas las instalaciones del “Club Sportivo Villas Sanz”, y la Escuela N.º 4 “Fortín San Carlos”.